# Aleš Debeljak
Aleš Debeljak (25 de dezembro de 1961 – 28 de janeiro de 2016), foi um crítico cultural, poeta e ensaísta esloveno.

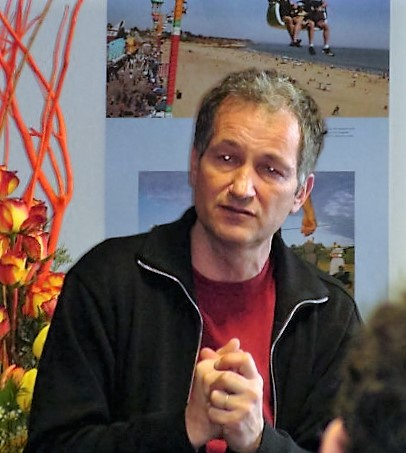
Aleš Debeljak

Debeljak nasceu na capital eslovena de Liubliana, fez parte da República Socialista Federativa da Iugoslávia, de uma família enturbada de origens rurais; ele foi o primeiro da família a frequentar a universidade.
Em sua juventude, ele foi o Junion campeão esloveno em judô, e obteve a medalha de prata no campeonato jugoslavo. Ele parou sua carreira esportiva após uma lesão.
Ele se formou em leitura comparada na Universidade de Ljubljana em 1985. Ele continuou seus estudos nos Estados Unidos, a obtenção de um Phd na sociologia da cultura na Universidade de Syracuse em 1989. Mais tarde ele foi um senhor companheiro Fulbright na Universidade da Califórnia em Berkeley. Ele também trabalhou no Instituto de Estudos Avançados do Colégio Budapeste, o Centro Civitella Ranieri e o Centro de Estudos Bogliasco Liguria para as Artes e Humanidades.
A partir de meados dos anos 1980 em diante, Debeljak tomou parte ativa nos movimentos da sociedade civil. Ele decidiu voltar à Eslovénia no momento da dissolução da Jugoslávia como, ele disse, ele não queria se tornar um "observador do exterior de Balkan", mas quis participar diretamente nesses momentos.
Como muitos outros, ele havia chegado a aceitar a ideia de independência eslovena como uma segunda melhor opção em falta de melhores alternativas, como todo plano de reforma na Jugoslávia admitindo mais autonomia para a Eslovénia e a Croácia tinha falhado. Ele ainda retidas e acalentado sua dupla identidade como um eslovena e como jugoslava, e pensei que a independência tinha realmente limitado referências culturais da Eslovénia: "perdemos nossos apegos aos povos do Sul, e ao mesmo tempo nós não ganhar o mesmo tipo de ligação emocional com a Áustria e para outros países europeus".
Em 1991, ele trabalhou como intérprete para a mídia estrangeira durante a Guerra dos Dez Dias, e testemunhou em primeira mão a Jugoslava-eslovena confrontos armados na fronteira austríaca em Gornja Radgona. Ele descreveu a experiência como algo que mudou seu ponto de vista, como algo que tinha sido considerado impossível estava realmente acontecendo", como se estivéssemos em um filme".
Ele foi um dos co-editores do jornal crítico alternativa Nova revija. Ele também participou do liberalismo social think tank no Forum 21, liderado pelo ex-Presidente da Eslovénia Milan Kučan. Ele também foi, até sua morte, um professor de estudos culturais na Faculdade de Estudos Sociais da Universidade de Ljubljana.
A partir de 2001 ele começou o periódico Sarajevo notebooks, a fim de restabelecer a comunicação e as ligações entre intelectuais e ativistas em toda a ex-Jugoslávia, e criar fóruns públicos regionais de reconciliação.
Ele era casado com a colunista, tradutora e escritora americana-eslovena Erica Johnson Debeljak, com quem teve três filhos. Ele morreu em 28 de janeiro de 2016 em um acidente de carro.